# Біоматеріали
Біоматеріал — матеріал з живих тканин, або синтетичний чи природний, використовуваний в біомедичній інженерії в медичному пристрої або в контакті з біологічними системами. Біоматеріали покликані замінити пошкоджені ділянки організму: їх окремі органи і тканини. (див. Біополімери, Тканинна інженерія, Друк органів)
Біоматеріал, як матеріал з живих тканин, — матеріал для цитологічних або цитогенетичних досліджень. Може бути забраний у пацієнта за допомогою тонкоголкової пункційної біопсії, відбитку на предметному скельці з поверхні зрізу органа та за допомогою спеціальних інструментів.
Трансплантати — органи і тканини, пересаджені від самого пацієнта або його близьких родичів (наприклад, нирка, ділянка кістки, шкіра). В такому випадку проблеми сумісності матеріалу або не виникає, або, навпаки, орган відторгається, зате при вдалому результаті він повністю забезпечує необхідне функціонування.
Імплантати являють собою «неживі» матеріали, що не мають безпосереднього відношення до організму: полімери, керамічні блоки, скелети коралів тощо. У разі імплантатів проблеми генетичної несумісності матеріалу не виникає, тут постає питання про його принципову токсичність чи біосумісність. Імплантати можуть бути вироблені в будь-якій кількості, щоб забезпечити необхідний попит, що є їх безсумнівним плюсом, проте повністю відновити функції замінного органу вони не в змозі.
В залежності від реакції тканини на імплантат можна виділити 4 категорії матеріалів:
1. токсичні (вбивають навколишні тканини);
2. інертні (навколо таких в організмі утворюється волокниста неприлегла тканина);
3. біоактивні (виникає прилеглий міжповерховий зв'язок матеріалу і тканини, інкапсуляція мінімальна);
4. біорезорбційні (матеріал у міру розчинення заміщається тканиною організму хазяїна, продукти розчинення повинні бути нетоксичними).

Перераховані вище категорії матеріалів, за винятком токсичних, належать до класу біосумісних.

## Додаткова література

### Книги
- Серія книг Springer Series in Biomaterials Science and Engineering (Springer, 2013-2022+)
- Серія книг Biomaterials Science Series (Royal Society of Chemistry, 2021+)
- Біоактивні матеріали для регенерації кісткової тканини: навч. посібник / О. В. Саввова, Г. К. Воронов, О. І. Фесенко, Ю. О. Смирнова; Харків. нац. ун-т міськ. госп-ва ім. О. М. Бекетова. – 2021. – 142 с. ISBN 978-966-695-519-0.
- Біоматеріали та покриття: навчальний посібник / Л. Ф. Суходуб. – Суми : Сумський державний університет, 2020. – 300 с. ISBN 978-966-657-805-4.

### Журнали
- Біополімери і клітина
- Biomaterials (Elsevier)
- Journal of Biomedical Materials Research - Part B Applied Biomaterials (John Wiley & Sons)
- Journal of Biomaterials Science, Polymer Edition (Taylor & Francis)
- Biomaterials Science (Королівське хімічне товариство)
- ACS Biomaterials Science and Engineering (Американське хімічне товариство)
- International Journal of Polymeric Materials and Polymeric Biomaterials (Taylor & Francis)
- Journal of Applied Biomaterials and Functional Materials (SAGE pub.)
- Biomaterials Research (BioMed Central)
- Regenerative Biomaterials (Oxford University Press)
- Journal of Functional Biomaterials (MDPI)